# Brovki
Brovki (en rus: Бровки) és un poble (un khútor) de l'óblast de Rostov, a Rússia, que en el cens del 2010 tenia 61 habitants, pertany al municipi de Krutxónaia Balka.